# ナッティ・パティ洞窟
ナッティ・パティ洞窟 (ナッティ・パティどうくつ)は、アメリカ合衆国ユタ州ユタ郡ユタ湖の西に位置する洞窟である。地元のボーイスカウトや大学生など年間5,000人が訪れる人気スポットとして知られたが、2009年の死亡事故を受けてコンクリートで入り口が封鎖され、現在は立ち入ることができない。

## 歴史
ナッティ・パティ洞窟は、1960年にデール・グリーンとその友人らによって発見された。パティとは塗料のパテを指し、洞窟内の粘土の質がパテのようであったことからグリーンによって命名された。
当洞窟は、石灰岩が水の溶食を受けて作られた石灰洞 (溶食洞窟)であるが、地表水による溶食作用を受けたものではなく、地下深くから上昇する熱水が石灰岩の層を下から溶食したことで作られた深成洞窟 (hypogenic cave)である。深成洞窟は一般的に、三次元的な複雑な構造を持つことで知られるが、当洞窟も例外ではなく、狭隘な通路が入り組んだ複雑な形状で知られた。
ボーイスカウトなどの遭難救助が4件相次いだのち、当洞窟は2007年に一度閉鎖されたが、地元の非営利団体との管理契約が締結され、2009年5月18日に再オープンした。

## 死亡事故
2009年11月24日、当時26歳のジョン・エドワード・ジョーンズが当洞窟内で身動きが取れなくなり、28時間後に死亡した。
ジョーンズはほかの3名とともにパーティを離脱し、「産道」(The Birth Canal)と名付けられた通路を目指していた。「産道」は狭隘であるものの通行は可能であり、その先は折り返しが可能な空間につながっていた。ジョーンズは「産道」と間違えて、地図にない別の通路に入り込み、奥にある下向きの亀裂に逆さに潜り込んだところで身動きが取れなくなった。亀裂は高さ25cm、幅46cmの大きさであり、洞口から120mの深さにあった。
大規模な救助隊が編成され、ロープと滑車によってジョーンズを持ち上げることが試みられたが、滑車が取り付けられた岩壁が崩落し、ジョーンズは再び亀裂の中に落下した。最終的に、ジョーンズは意識を失い、翌25日の午後11時56分、救急隊員によって死亡が宣告された。死因はわかっていないが、長時間、無理な姿勢を強いられたことで呼吸困難になった可能性がある。
ジョーンズの遺体を回収することは困難と判断されたことから、地主と遺族は当洞窟を封鎖し、ジョーンズの墓所とすることで合意した。当洞窟のすべての洞口がコンクリートで封鎖され、立ち入りは不可能となった。